# Candace
Candace era um título atribuído a uma espécie de dinastia de rainhas guerreiras, mulheres guerreiras que detinham o poder do reino de Meroé, ao sul do Egito, pouco tempo antes da era cristã, formando uma sociedade matrilinear. Em Atos 8, no Novo Testamento da Bíblia, o título é citado quando Filipe, o Evangelista, encontra um eunuco chefe dos tesouros de "Candace, rainha dos etíopes", cujo nome não foi mencionado no texto, mas, que provavelmente seja Amanitore que reinou entre 25 e 41 d.C. Importa esclarecer que, na Antiguidade, o termo Etiópia era utilizado para denominar a região onde se situavam os povos negros do continente africano, o que poderia se referir à Núbia ao sul do Egito e ao Sudão.

## Possíveis origens das Candaces

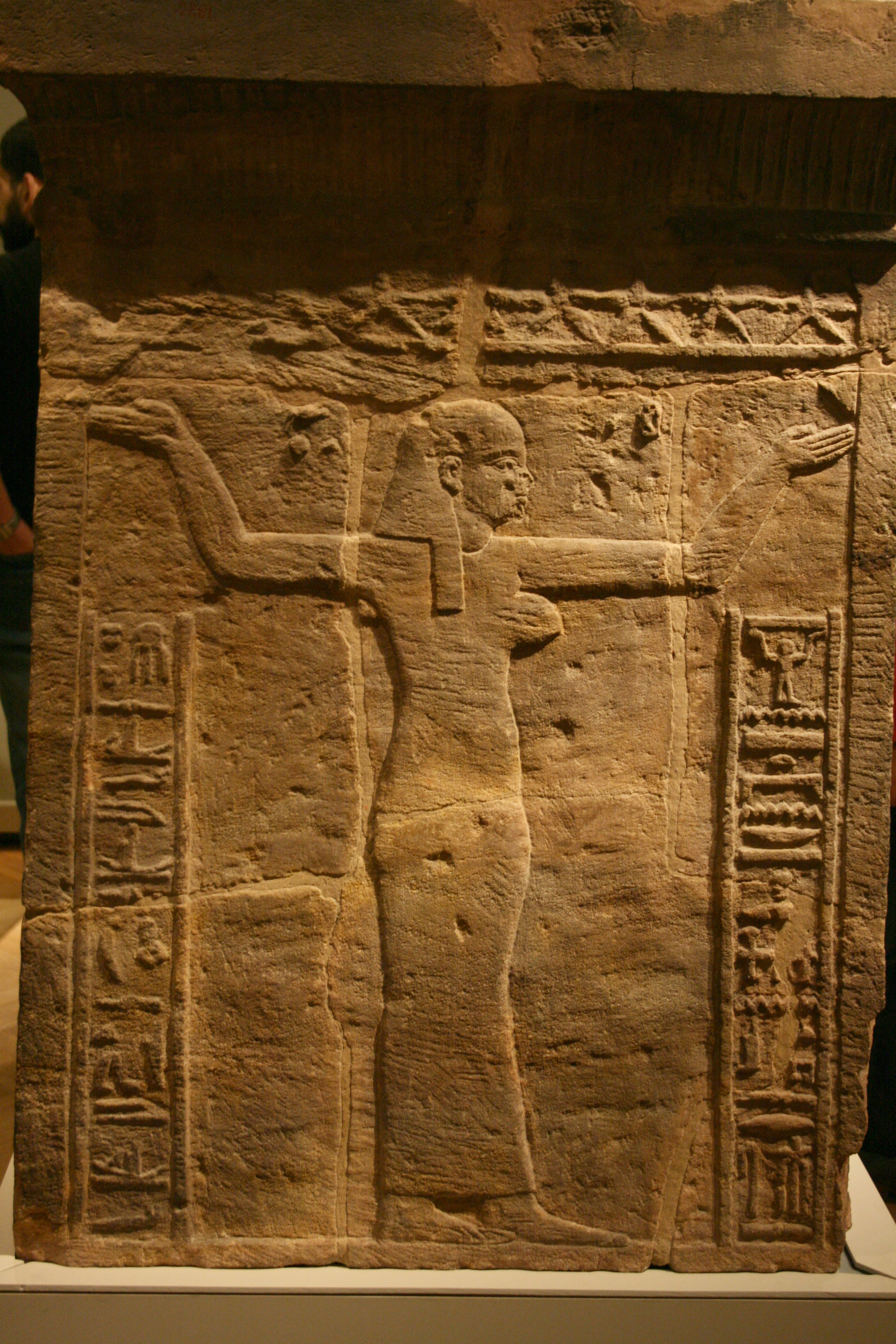
Base de barcos de Natacamani e Amanitore, de Wad Ban Naga (hoje: Museu Egípcio de Berlim, inv. nº 7261)

Muitas sociedades guerreiras e supostamente patriarcais foram governadas por mulheres. Isso pode ter acontecido por diversos motivos, como a ausência dos dirigentes e a necessidade de deixar suas terras com pessoas em que confiavam, provavelmente um parente feminino próximo. A ascensão de dirigentes masculinos criou uma linha de sucessão matrilinear para que os familiares da mulher não interviessem no poder. Após a saída do Egito da região da Núbia, um estado sobreviveu e tornou-se mais "africano" adotando o nome Reino de Cuxe, derivado do antigo nome nativo dado ao território. A cultura deste império se afasta das influências faraônicas, firmando-se em sua cultura genuinamente africana. Essa cultura, às vezes, afirma-se em si ou pode buscar a civilização egípcia e mediterrânea. No início a capital do Reino de Cuxe foi Napata, no séc. VI a.C. foi transferida para Meroé. Não existe uma certeza absoluta em relação a extensão do reino.
O poder político na Núbia possui uma grande estabilidade e continuidade que remonta ao séc. VIII a.C. até o séc. IV d.C. O reino escapou de mudanças dinásticas bruscas e possivelmente manteve uma linhagem real ininterrupta com as mesmas tradições. Essas são formadas pelo sistema de eleição, o papel das rainhas mães e costumes funerários que atestam sua origem local sem influências externas Os túmulos situados no cemitério de Nuri são elementos importantes que ajudam a entender a história dos reis de Napata. Os primeiros soberanos dessa dinastia tinham fortes influências do Egito, seus cemitérios estão cheios de pirâmides e a decoração das câmaras funerárias e sarcófagos são de estilo egípcio No reino de Cuxe, a riqueza dos túmulos das rainhas em Kurru e em Nuri atesta a proeminência das mulheres na sociedade cuxita. A mãe do rei possuía uma significativa influência como no caso de Taraca filho caçula de Péie, que reinou até 664 a.C., em que ela foi um dos chefes de partido que o levaram ao trono. Na iconografia das paredes dos templos aparece subordinada apenas ao próprio rei e nos túmulos com posição destacada como portadora de oferendas. Isso atesta o poder da rainha e das princesas. Aquelas que se voltavam para funções religiosas poderiam conservar o cargo na família, com a sucessão de tia para sobrinha A questão da matrilinearidade pode ser questionada nas linhas de sucessão de Napata. Muitos reis reinantes não eram filhos de irmãs do rei e o casamento irmão-irmã era considerado apenas um costume. Os reis não adquiriam um direito legítimo apenas por conta desse casamento. Comparando Napata com o Egito faraônico, não se sugere que as irmãs tenham um papel importante na escolha do rei. Porém, é inegável o destaque das mulheres da realeza de Napata nos monumentos, o que possivelmente influenciou nas conclusões dos pesquisadores. A invasão de Napata em 591 a.C. por uma expedição egípcia contribuiu para a transferência de capital para Meroé. Foi com a rainha Shanakdakhete (170 a 160 a.C.) que houve uma ascensão de um matriarcado local. Em Naga existe uma edificação em sua honra na qual estão gravadas inscrições em hieróglifos meróitas, considerados os mais antigos.
No séc. III a.C. ao séc. II a.C., Meroé ficou reconhecida pela existência de mulheres governantes, as candaces. Se tem o conhecimento da existência de sete rainhas mas, provavelmente existiram outras. Foi no momento em que Meroé se tornou a capital do reino núbio que as mulheres ascenderam ao poder. Muitas informações sobre as mulheres de Meroé estão em fontes romanas.
Em relato narrado por Estrabão, o exército de Cuxe dirigido pela rainha Candace expulsou os romanos temporariamente do forte de Siena Esse exército era uma expedição punitiva de Petrônius pelo ataque a Tebaida e a retirada de estátuas do imperador Augusto. Como castigo ao tomar a cidade, o governante romano "destruiu" a mesma e reduziu seus habitantes a escravos Plínio na "História Natural" afirma que a região de Cuxe era governada pela rainha Candace. A palavra Candace deriva do termo meróico "kdke" aplicado a todos os consortes reais mulheres, sejam elas mulheres de reis, rainhas mães ou rainhas no poder. Ou seja, era um título e não um nome de uma governante específica.
Em outras fontes também aparece a palavra Candace, como na Bíblia nos Atos dos Apóstolos, no qual um eunuco etíope mordomo-mor da Candace se converte ao cristianismo na sua passagem por Jerusalém. O nome dessa rainha era Amanitore. A descendência matrilinear era mais importante do que a patrilinear. Dentro do sistema monárquico, as rainhas e princesas tinham um papel central. No início a sua influência era indireta como por exemplo: a educação dos príncipes até idade avançada, participações ativas em cerimônias, conselheiras do marido ou filho ou a adoção da esposa do primeiro filho. Suas atividades nos negócios do estado tornaram-se mais presentes na inserção de um tipo de regência da rainha mãe. Isso poderia levar as mulheres a tomarem o poder para si, como aconteceu no séc. II a.C. com a rainha Shanakdakhete O reino de Meroé ao se distanciar do Egito viveu uma reaparição de tradições núbias, somadas as tradições matrilineares que nunca haviam se apagado tornam-se mais fortes como exemplifica o prestígio das rainhas mães. Existiram diversas mulheres acendendo ao poder, eram retratadas com ancas largas, enérgicas ou vestindo túnicas franjadas com muitos colares e enfeites. Apareciam combatendo à frente de exércitos, presidindo cultos ou espairecendo na caça.